# 橘忠宗
橘 忠宗（たちばな の ただむね）は、平安時代前期の貴族。官位は従五位下・石見守。

## 経歴
承和9年（842年）に発生した承和の変にて罰せられ流罪となる。承和12年（845年）承和の変で流罪となった者に対する恩赦が行われ、橘田舎麻呂らと共に入京を命ぜられる。
清和朝に入り貞観元年（859年）大嘗祭に際して従五位下に叙爵する。その後、貞観4年（862年）正月に肥前守となるが、2月に治部少輔、貞観7年（865年）正月にも下野守に任ぜられるが、5月には刑部少輔と地方官に任ぜられてまもなく京官に遷任することを繰り返す。貞観8年（866年）石見守に任ぜられて以降の動静は明らかでない。

## 官歴
『六国史』による。
- 承和9年（842年） 7月：流罪
- 時期不詳：従七位上
- 承和12年（845年） 8月2日：令入京
- 時期不詳：正六位上
- 貞観元年（859年） 11月19日：従五位下
- 貞観4年（862年） 正月13日：肥前守。2月11日：治部少輔
- 貞観7年（865年） 正月27日：下野守。5月16日：刑部少輔
- 貞観8年（866年） 正月13日：石見守